# Susie Scanlan
Susan Scanlan, née le 4 juin 1990 à South St. Paul, est une escrimeuse américaine spécialiste de l'épée.

## Carrière
Elle est médaillée de bronze en épée par équipes aux Jeux olympiques de Londres en 2012 avec Maya Lawrence et les sœurs Courtney et Kelley Hurley.